# Emilio Estevez

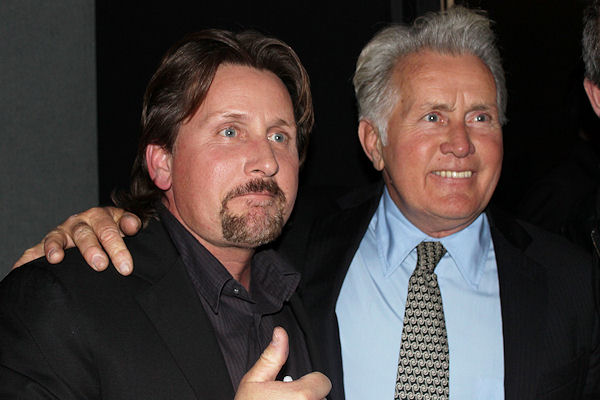
Z ojcem Martinem Sheenem w 2011 roku

Emilio Estévez (ur. 12 maja 1962 w Nowym Jorku) – amerykański reżyser i producent filmowy, scenarzysta i aktor. Najstarszy syn Martina Sheena i brat Charliego Sheena.

## Życiorys

### Wczesne lata
Urodził się w Nowym Jorku w rodzinie rzymskokatolickiej jako najstarsze z czworga dzieci aktora Martina Sheena (z domu Ramón Antonio Gerardo Estévez) i artystki Janet Templeton. Jego rodzina była pochodzenia hiszpańskiego, irlandzkiego, angielskiego i szkockiego. Ma dwóch młodszych braci - Ramóna Estéveza Jr. (ur. 3 sierpnia 1963) i Carlosa Irwina (ur. 3 września 1965) oraz młodszą siostrę Renée Pilar Estévez (ur. 2 kwietnia 1967). Uczęszczał do Santa Monica High School w Santa Monica.
Mając jedenaście lat trafił na ekran w dramacie kryminalnym Terrence’a Malicka Badlands (1973) u boku ojca, z którym ponownie pojawił się w dramacie wojennym Francisa Forda Coppoli Czas apokalipsy (Apocalypse Now, 1979).

### Kariera
W 1982 został zauważony jako Johnny Collins w dramacie Tex u boku Matta Dillona i Jimi Metzlera. Występował w kilku udanych filmach takich jak komediodramat Johna Hughesa Klub winowajców (The Breakfast Club, 1985) z Molly Ringwald. Wkrótce zadebiutował jako reżyser melodramatu kryminalnego Wisdom (1986) z Demi Moore, gdzie wystąpił jako protagonista John Wisdom. W westernie Młode strzelby (Young Guns, 1988) i jego sequelu Młode strzelby II (Young Guns II, 1990) zagrał postać Williama H. Bonneya.
Za realizację dramatu Bobby (2006) był nominowany do nagrody Złotego Lwa na Festiwalu Filmowym w Wenecji i otrzymał Biografilm Award, nagrodę za film biograficzny. W 2010 wyreżyserował dramat Droga życia (The Way), który ukazuje drogę podczas pielgrzymki do Santiago de Compostela.

## Życie prywatne
Ze związku z Carey Salley (1986), modelką Wilhelmina International Inc., ma syna Taylora Leviego (ur. 22 czerwca 1984) i córkę Palomę Rae (ur. 15 lutego 1986). Spotykał się z Mimi Rogers (1981-82), Diane Lane (1983), Demi Moore (1984-87), wokalistką i gitarzystką The Bangles Susanną Hoffs (1987) i Daphną Zunigą (1988). 29 kwietnia 1992 roku ożenił się z piosenkarką, tancerką i choreografką Paulą Abdul, lecz 10 maja 1994 doszło do rozwodu.

## Filmografia

### Obsada
- 1980: Seventeen Going on Nowhere
- 1981: To Climb a Mountain
- 1982: In the Custody of Strangers jako Danny Caldwell
- 1982: Tex jako Johnny Collins
- 1983: Outsiderzy (The Outsiders) jako Two-Bit Matthews
- 1983: Koszmary (Nightmares) jako J.J. Cooney
- 1984: Repo Man jako Otto Maddox, Repo Man
- 1985: Klub winowajców (The Breakfast Club) jako Andrew Clark
- 1985: Ognie św. Elma (St. Elmo’s Fire) jako Kirbo
- 1985: Co było, minęło (That Was Then... This Is Now) jako Mark Jennings
- 1986: Maksymalne przyspieszenie (Maximum Overdrive) jako Bill Robinson
- 1986: Wisdom jako John Wisdom
- 1987: Zasadzka (Stakeout) jako Bill Reimers
- 1987: Funny, You Don't Look 200: A Constitutional Vaudeville jako Wietnamski żołnierz
- 1988: Balanga na autostradzie (Never on Tuesday) jako kierowca ciężarówki
- 1988: Młode strzelby (Young Guns) jako William H. Bonney
- 1989: Nightbreaker jako Alexander Brown
- 1990: Młode strzelby II (Young Guns II) jako William H. Bonney
- 1990: Ludzie Pracy (Men at Work) jako James St. James
- 1992: Freejack jako Alex Furlong
- 1992: Potężne Kaczory (The Mighty Ducks) jako Gordon Bombay
- 1993: Nowa Zasadzka (Another Stakeout) jako Bill Reimers
- 1993: Strzelając śmiechem (Loaded Weapon 1) jako Jack Colt
- 1993: Sądna noc (Judgment Night) jako Frank Wyatt
- 1994: Potężne Kaczory 2 (D2: The Mighty Ducks) jako Gordon Bombay
- 1996: Wewnętrzna wojna (The War at Home) jako Jeremy Collier
- 1996: Potężne Kaczory 3 (D3: The Mighty Ducks) jako Coach Gordon Bombay
- 1996: Mission: Impossible jako Jack Harmon
- 1998: Dolar za martwego (Dollar for the Dead) jako kowboj
- 1999: Wczorajsza noc (Late Last Night) jako Dan
- 2000: Faceci z walorami (Rated X) jako Jim Mitchell
- 2000: Piasek (Sand) jako Trip
- 2003: Overnight jako on sam
- 2003: Paula Abdul: The E! True Hollywood Story jako on sam
- 2005: The L.A. Riot Spectacular jako oficer Powell
- 2006: Artur i Minimki (Arthur et les Minimoys) jako Przewoźnik
- 2006: Bobby jako Tim
- 2010: Droga życia jako Daniel Avery
- 2012: Mój drogi Dracula (Dear Dracula) jako Myro (głos)
- 2012: Szalone święta (A Monster Christmas) jako pan Winterbottom (głos)
- 2018: Nieposłuszni jako Stuart Goodson

### Reżyser
- 1986: Wisdom
- 1990: Ludzie Pracy (Men at Work)
- 1996: Wewnętrzna wojna (The War at Home)
- 2000: Faceci z walorami (Rated X)
- 2001–2004: Obrońca (The Guardian)
- 2003: Dowody zbrodni (Cold Case)
- 2004: Kryminalne zagadki Nowego Jorku (C.S.I.: NY)
- 2005: Close to Home
- 2006: Bobby
- 2010: Droga życia (The Way)
- 2018: Nieposłuszni (The Public)

### Scenarzysta
- 1985: Co było, minęło (That Was Then... This Is Now)
- 1986: Wisdom
- 2006: Bobby
- 1990: Ludzie Pracy (Men at Work)

### Producent
- 1989: W 80 dni dookoła świata (II)
- 1995: Figlarze (The Jerky Boys) prod. wykonawczy
- 1996: Wewnętrzna wojna (The War at Home)
- 2006: Bobby

### Występy gościnne
- 1960–1984: Insight
- 1982: Making the Grade
- 1995–1997: The Single Guy jako on sam
- 1997–2005: The Wonderful World of Disney jako Gordon Bombay
- 2008: Dwóch i pół: The Devil’s Lube jako kolega Charliego Harpera